# Opius ponticus
Opius ponticus är en stekelart som beskrevs av Fischer 1958. Opius ponticus ingår i släktet Opius och familjen bracksteklar. Inga underarter finns listade i Catalogue of Life.